# Avgiftsföreläggande
Avgiftsföreläggande var ett föreläggande som Konkurrensverket mellan 2008 och 2021 kunde utfärda gentemot företag som brutit mot Konkurrenslagen i fall som inte var tvistiga. Om avgiftsföreläggandet godkändes av företaget gällde det som en lagakraftvunnen dom och företaget ålades att betala konkurrensskadeavgift. 
Bestämmelserna om avgiftsföreläggande infördes den 1 november 2008. Genom ändringar i lagen och konkurrensverkets ökade befogenheter, som trädde i kraft den 1 mars 2021, avskaffades ordningen med avgiftsföreläggande. Istället är Konkurrensverket bemyndigat att direkt besluta om konkurrensskadeavgifter som sedan kan överklagas i Patent- och marknadsdomstolen. För avgiftsförelägganden som godkänts före den 1 mars 2021 gäller och tillämpas dock de tidigare bestämmelserna.

## Beskrivning
Ett avgiftsföreläggande ska innehålla uppgift om
1. det företag som föreläggandet avser,
2. överträdelsen och de omständigheter som är nödvändiga för att känneteckna den,
3. de bestämmelser som är tillämpliga på överträdelsen, och
4. den konkurrensskadeavgift som föreläggs företaget.[1]

Godkänt föreläggande gäller som en lagakraftvunnen dom. Om det inte godkänts är det utan verkan.